# Giertrud Povels
Giertrud Povels, död 1577, var en dansk kvinna som avrättades för häxeri i Ribe, vars protokoll från 1572–1652 är de mest välbevarade av alla danska häxprocesser, och därför har blivit de bäst undersökta av de danska häxprocesserna. 
Hon var en fattig gammal tiggare i Ribe. Hon tillhörde tillsammans med Maren Prækfaders de kvinnor i Ribe som utpekades av den kvinna som hade avrättats för häxeri i Hvidding Herred. 
Hon anklagades för att ha förbannat Anna Ibsdatter, eftersom denna hade vägrat ge henne soppa, vilket fick Povels att säga att hon skulle få skämmas för detta: därefter hade Anna fått ont i ett finger, som sedan behövde amputeras. 
När hon underkastades tortyr erkände hon sig skyldig. Hon avrättades genom bränning på bål. 